# Toužebné myšlení

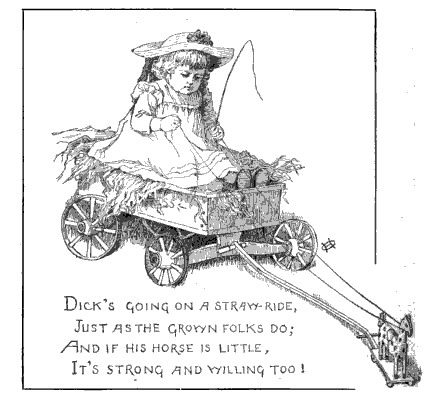
Ilustrace toužebného myšlení

Toužebné myšlení (anglicky wishful thinking) nebo iluzorní myšlení je uvažování a rozhodování založené na tom, co by bylo příjemné si představit, spíše než na důkazech, skutečnosti a racionalitě. Je to produkt řešení konfliktu mezi přesvědčením a touhou.
Metodologie zkoumání toužebného myšlení jsou rozmanité. Různé disciplíny a myšlenkové školy zkoumají související mechanismy, jako jsou nervové obvody, lidské poznání a emoce, typy předpojatosti, prokrastinace, motivace, optimismu, pozornosti a prostředí. Tento koncept byl také zkoumán jako klam.

## Citáty
- Přání otcem myšlenky — české pořekadlo (rčení)
- Libenter homines id, quod volunt, credunt. – Lidé ochotně věří tomu, čemu chtějí (Caesar)